# 東歐森林草原
東歐森林草原（世界自然基金會編號：PA0419）是一片由闊葉林和草原組成的生態區域，東起烏拉爾山脈，綿延至俄羅斯窩瓦地區及烏克蘭中部為止，橫跨東歐2,100 km（1,300 mi），在古北界範圍內。東歐森林草原是北方溫帶森林與南方草原的過渡區域。氣候上，在俄羅斯境內，其降水量與蒸發量大致相等，屬於溫帶大陸性濕潤氣候。該生態區總面積約為727,269 km2（280,800 sq mi）。

## 地理描述
東歐森林草原為帶狀區域，長2,100 km（1,300 mi），寬600 km（370 mi），東起烏拉爾山脈，綿延至俄羅斯窩瓦地區及烏克蘭中部為止，以起伏丘陵和平原為主要地形，海拔自150米（490英尺）至250 km（160 mi），邊緣有孤立、低矮山峰。東歐森林草原生態區可分為數個次級生態區：第聶伯高地、第聶伯低地、中俄羅斯高地、奧卡-頓低地和窩瓦高地。越往東就越乾燥，棲地也越完整。

## 氣候
東歐森林草原大部分地區的氣候，依柯本氣候分類法分類為溫帶大陸性濕潤氣候（Dfb）；特徵是季節性溫差大、夏季相當溫暖（至少4個月平均氣溫超過10 °C（50 °F），但沒有任何一個月氣溫超過22 °C（72 °F））；越往東、越接近大陸中心，夏季就更溫暖、冬季則更寒冷（陸性率）。

## 植被
東歐森林草原的林木主要為夏櫟、小葉椴、挪威楓與歐榛。幾個世紀以來，科學家持續猜測該區域樹木生長差異問題，目前的解釋是：在宏觀層次上，大草原相對乾燥，過渡區域的林木就更加稀疏。由於東歐森林草原以起伏丘陵和平原為主要地形，北方和南方的生物群落沒有物理阻礙，因此植物生長差異主要源於水流變化。排水、土壤類型（砂質土壤上的松樹林、沃土上的落葉林等）、鹽度、風吹（雪從山地吹往低地，影響土壤品質），以及人類活動影響，共同形塑東歐森林草原馬賽克般的植被樣貌。
在東歐森林草原的開闊地形上，草本植物群落可和木本植物競爭。莎草科植物是該生態區草原部分的代表物種，生物質大多儲存於地下，以在乾燥的草原環境中生存。

## 保護區
東歐森林草原受到人類活動嚴重影響：一半以上面積轉為可耕地，天然森林受到砍伐，極少區域受法律保護、劃為自然保護區。該生態區域現有的保護區大多是為了學術研究而保留的小型區域，較有代表性的保護區包括：
- 巴什噶爾國家公園：位於俄羅斯烏拉山脈南麓，在東歐森林草原生態區東側。（面積：920 km2（360 sq mi））
- 別爾哥羅德自然保護區（英语：Belogorye Nature Reserve）：河畔橡樹林曾是歐洲森林草原的典型植物相，少數留存於別爾哥羅德自然保護區中。（面積：21 km2（8.1 sq mi））
- 楚瓦什森林國家公園：內有流經楚瓦什地區的窩瓦河中游河段，以及一片廣闊完整的森林。（面積：252 km2（97 sq mi））
- 加里奇亞·戈拉（英语：Galichya Gora）：位於俄羅斯中部高地的6個小型植物棲息地群落。（面積：0.23 km2（0.089 sq mi））
- 卡盧茨基耶·扎西基自然保護區（英语：Kaluzhskiye Zaseki Nature Reserve）：位於俄羅斯卡盧加州的古老森林，千年來受到各種形式的人為保護。（面積：185 km2（71 sq mi））
- 霍皮奧爾自然保護區（英语：Khopyor Nature Reserve）：保護俄羅斯沃羅涅日州境內的氾濫平原、高地橡樹林和草場。（面積：162 km2（63 sq mi））
- 中央黑土自然保護區（英语：Central Black Earth Nature Reserve）：由零散的小保護區組成，保護黑鈣土大草原，為科學研究目的而設立。（面積：52 km2（20 sq mi））
- 沃羅寧自然保護區（英语：Voronina Nature Reserve）：內有典型的奧卡-頓低地河流濕地。（面積：108 km2（42 sq mi））
- 日古利自然保護區（英语：Zhiguli Nature Reserve）：窩瓦河沿著日古利山脈的山脊形成彎曲河道。（面積：232 km2（90 sq mi））